# Teodoro de Edessa
Teodoro de Edessa ou Teodoro, o Curopalata (em armênio/arménio: Թորոս կուրապաղատ; romaniz.: T’voros kurapaghat; Século XI – Edessa, 9 de março de 1098) foi um governador arménio de Edessa durante a Primeira Cruzada. Antes tinha sido um oficial curopalata do exército bizantino, lugar-tenente do general Filareto Bracâmio.

## Biografia

Mapa político do Próximo Oriente em 1135 com os estados cruzados

A cerca de 1094, o emir seljúcida Tutuxe I de Damasco tomou Edessa e estabeleceu Teodoro como governador. Este tentou imediatamente assumir o controlo da cidade, tentando tornar-se independente dos seljúcidas.
Edessa foi então fortificada e isolada da cidadela, que continha uma guarnição composta de turcos e arménios. Os turcos e os artúquidas cercaram a cidade durante dois meses, mas não a conquistariam nem depois de conseguirem penetrar nas muralhas. Com a retirada destes, Teodoro foi reconhecido senhor da cidade.
Depois de resistir aos ataques seljúcidas durante algum tempo, em 1098 viu-se forçado a solicitar ajuda dos cruzados, que percorriam a Anatólia em direcção a Antioquia. Balduíno de Bolonha atendeu ao chamado depois de conquistar Turbessel. Provavelmente já com a intenção estabelecer um território seu no Levante, viu-se convidado pelo senhor de Edessa a formar uma aliança contra os muçulmanos em Fevereiro de 1098.
Apesar de ser arménio, Teodoro professava a fé ortodoxa grega e por isso não era bem visto pelos seus súbditos, na maioria ortodoxos arménios. Balduíno terá assim sido bem recebido pela população e clero arménios, gratos pelo fim da tutela de Constantinopla.

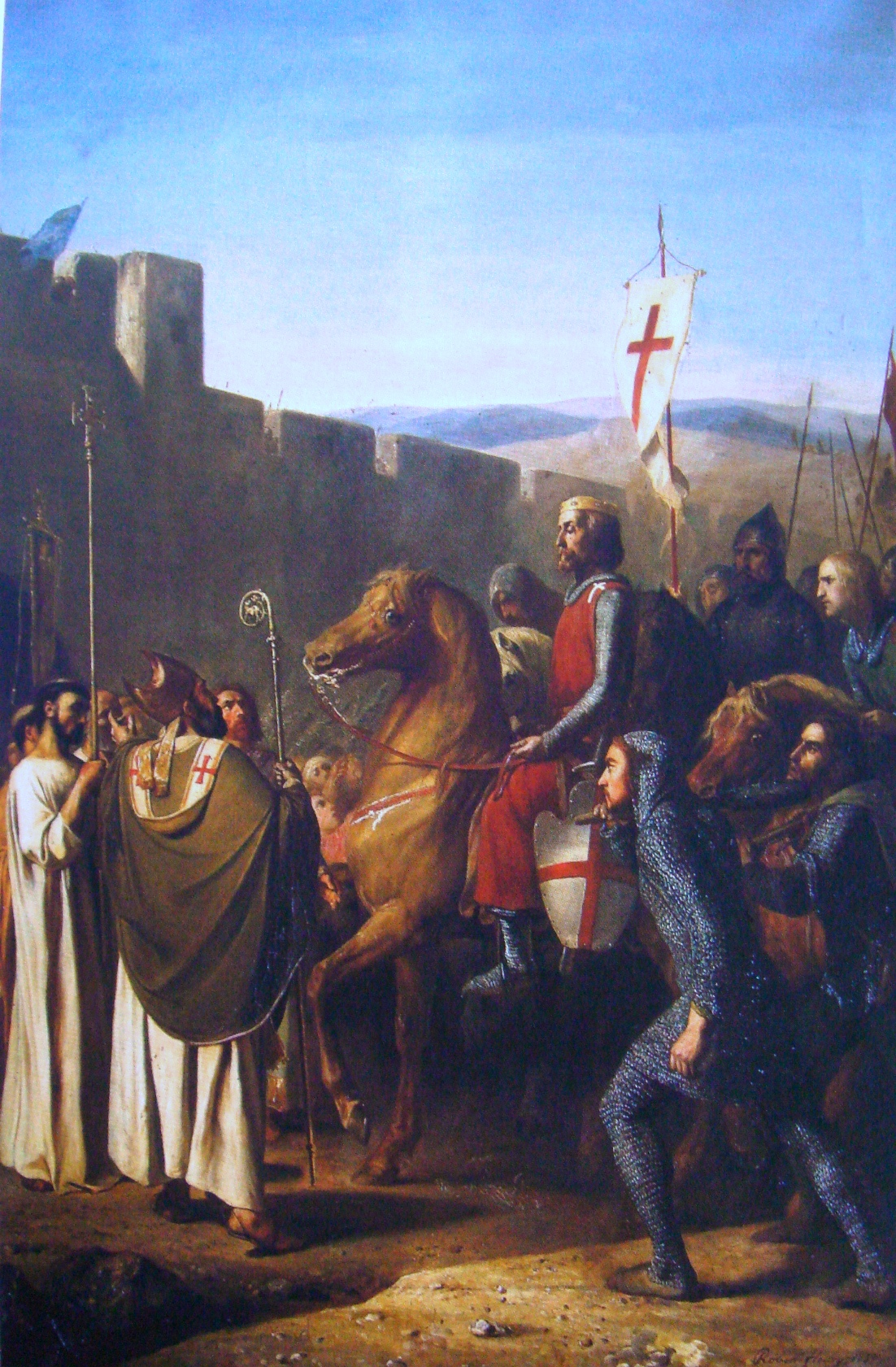
Entrada de Balduíno de Bolonha em Edessa em Fevereiro de 1098

Balduíno pressionou Teodoro para obter mais poder, ameaçando partir para acompanhar as restantes forças da Primeira Cruzada no cerco de Antioquia, e assim este concordou em torná-lo seu herdeiro e filho adoptivo. Pouco depois o latino atacou os oficiais fiéis ao arménio e cercou-o na cidadela.
Teodoro aceitou entregar a cidade a Balduíno e fez planos para fugir com a sua família para Melitene. Mas pouco depois, a 9 de março de 1098, seria assassinado pelos habitantes arménios da cidade, desconhecendo-se se o cruzado esteve envolvido no assunto. Seja como for, este sucedeu-o, depois de asfixiar uma conspiração de alguns súbditos arménios. Tomando o título de conde de Edessa, uma vez que já era conde de Verdun, prestaria vassalagem ao seu irmão Godofredo de Bulhão, governante de Jerusalém.